# Oxylobium pulteneae
Oxylobium pulteneae är en ärtväxtart som beskrevs av Dc. Oxylobium pulteneae ingår i släktet Oxylobium och familjen ärtväxter. Inga underarter finns listade i Catalogue of Life.